# LaTavia Roberson
LaTavia Marie Roberson (Houston, Texas, 1 de noviembre de 1981) es una cantante estadounidense. Saltó a la fama a finales de la década de 1990 como miembro del grupo de R&B Destiny's Child, uno de los grupos femeninos más exitosos del mundo. Durante su tiempo como miembro, Roberson grabó dos álbumes de estudio, vendió más de 25 millones de discos y ganó dos premios Grammy y tres premios Soul Train Music Awards.
Después de su salida del grupo, Roberson formó brevemente el grupo femenino Anjel, que también incluía a la exmiembro de Destiny's Child LeToya Luckett. Roberson ha protagonizado varias obras de teatro, entre ellas Those Jeans, How to Love y Not My Family. En 2014, se convirtió en miembro principal del elenco de R&B Divas: Atlanta junto a las cantantes Angie Stone, Keke Wyatt, entre otras.

## Biografía
Roberson nació el 1 de noviembre de 1981 en Houston, Texas. Antes de dedicarse a la música, fue modelo infantil y apareció en múltiples anuncios.

## Carrera

### 1990-2000: Girl's Tyme y Destiny's Child
Cuando LaTavia tenía ocho años, audicionó para ser cantante y bailarina en un grupo musical local. Conoció a Beyoncé Knowles en esta audición y las dos se hicieron mejores amigas. LaTavia y Beyoncé hicieron un video para una canción llamada "One Time", que casi las llevó a convertirse en un dúo. Luego, LaTavia conoció a Kelly Rowland en la escuela primaria. Después de escuchar cantar a Rowland, LaTavia le sugirió que hiciera una audición para el grupo, lo cual hizo. Tuvo su oportunidad cuando participó en el concurso de canto del programa de televisión Star Search junto a Beyoncé, Kelly, Tamar Davis y las primas de LaTavia, Nikki y Nina Taylor. El grupo, entonces llamado Girl's Tyme, quedó desconsolado tras perder la competición ante otro grupo. El padre de Beyoncé, Mathew Knowles, comenzó a dirigir el grupo y cambió la formación, reduciéndola a un cuarteto formado por LaTavia, Beyoncé, Kelly y la amiga de la escuela primaria de Beyoncé, LeToya Luckett. El grupo experimentó varios cambios de nombre: The Dolls, Something Fresh, Cliché, y finalmente, se quedaron con Destiny's Child.
En 1995, firmaron con Elektra Records, pero más tarde fueron retirados del sello. D'wayne Wiggins pronto comenzó a trabajar en la música con el grupo, firmando brevemente con Grass Roots Entertainment, y la canción producida por Wiggins "Killing Time" se incluyó en la banda sonora de Men in Black. Después de mucho entrenamiento para estar preparadas para debutar en la industria musical, firmaron un contrato con Columbia Records en 1997, con Knowles como vocalista principal, Rowland como segunda vocalista, y Roberson y Luckett como vocalistas de fondo. Roberson también fue designada como portavoz del grupo. A principios de 1998, Destiny’s Child lanzó su álbum debut homónimo. Se lanzaron dos sencillos: "No, No, No" (con Wyclef Jean en el remix de "Part II"), y "With Me". Más tarde, en 1998, su canción "Get on the Bus" con Timbaland fue incluida en la banda sonora de la película Why Do Fools Fall in Love.
En 1999, Destiny's Child lanzó su segundo álbum The Writing's on the Wall. Se convirtió en uno de los álbumes más vendidos jamás lanzados por un grupo femenino, y fue certificado ocho veces platino en los Estados Unidos. Incluye cuatro sencillos exitosos: "Bills, Bills, Bills", "Bug a Boo", "Say My Name" y "Jumpin', Jumpin'". A finales de 1999, durante el éxito de The Writing's on the Wall, Roberson y Luckett intentaron traer a un mediador externo para trabajar con su manager Mathew Knowles. Sin embargo, Knowles no estuvo de acuerdo con ellas. Cuando el video de "Say My Name" se lanzó en febrero de 2000, Roberson y Luckett se enteraron de que habían sido reemplazadas por Michelle Williams y Farrah Franklin, lo que llevó a varias demandas, y el resultado fue que Roberson y Luckett tenían derecho a regalías por los álbumes que habían grabado con el grupo.
Mientras estaba en Destiny's Child, LaTavia apareció en videos musicales de otros artistas, incluido Jagged Edge. También apareció en la comedia Smart Guy y en la película Beverly Hood junto a las otras integrantes.

### 2001-2003: Anjel
Tras su salida del grupo, Roberson y Luckett ganaron dos premios Grammy por su contribución en "Say My Name" de Destiny's Child. Posteriormente, formaron un grupo llamado Anjel con otras dos chicas, Naty Quiñones y Tiffany Beaudoin. En 2000, Linda Casey, la madre de Brian y Brandon Casey de Jagged Edge, realizó una búsqueda de talentos en Connecticut y trajo a Natasha Ramos para unirse a Roberson y Luckett como la tercer integrante. Sin embargo, debido a ciertas disputas y discusiones, Ramos pronto abandonó el grupo. Sin embargo, antes de irse, presentó a Casey, Roberson y Luckett a Quiñones, quien audicionó y se agregó al grupo. En febrero de 2001, Anjel asistió a los premios Grammy. Más tarde, en ese mismo año, Tiffany Beaudoin se unió al grupo después de una audición. Grabaron un demo de 22 pistas en Atlanta con la ayuda de Jagged Edge, planeando lanzar un álbum titulado "Heavenly". También aparecieron en el video musical del remix del sencillo "Where the Party At" de Jagged Edge. Anjel hizo una aparición en vivo en 2001 en el programa "Good Day New York" de WNYW Fox 5, donde les entrevistaron sobre el álbum en el que estaban trabajando y cantaron parte de su canción "Missing You". Sin embargo, el proyecto jamás pudo lanzarse y quedó archivado, debido a que 581 Entertainment, la productora que gestionaba el grupo, se declaró en bancarrota, provocando así la disolución del grupo y que todas sus miembros tomaran caminos separados.

### 2004-2012: Esfuerzos personales y carrera en solitario
En 2005, le ofrecieron la portunidad de reemplazar a Kandi en el grupo Xscape, pero decidió rechazar la oferta para cuidar de su familia.
En julio de 2006, la propia LaTavia confirmó que había estado grabando su álbum debut desde marzo de ese año. En colaboración con el productor Scott Storch y con la esperanza de trabajar también con los raperos Mike Jones y Slim Thug, se apresuró a señalar que de ninguna manera era un intento de recrear el éxito de LeToya Luckett. El álbum, que se iba a titular "Black Summer's Night", iba a ser una mezcla de hip-hop, jazz y soul, con contribuciones de Swizz Beatz, Polow da Don y André 3000 de Outkast, y se planeó su lanzamiento en 2009. Sin embargo, el álbum nunca se llegó a completar.
En 2007, LaTavia, LeToya Luckett y Farrah Franklin aparecieron en la serie de televisión Boulevard of Broken Dreams, dando su opinión sobre los eventos que ocurrieron durante su estancia en Destiny's Child.
En 2008, Roberson apareció en la obra de teatro Those Jeans, que se representó del 18 de abril al 12 de julio. Fue descrita como "una historia de amor verdaderamente bien escrita sobre una diseñadora de moda y un fotógrafo de alta costura que buscan el amor en los lugares equivocados".
En 2009, LaTavia participó en la canción "Swagga Check" de Young Sween, perteneciente a su álbum The Goodie Room. En iTunes se tituló erróneamente "Holdin' on to You".
En 2010, LaTavia apareció en un episodio de The Real Housewives of Atlanta, hablando con su entonces abogada Phaedra Parks, durante el cual Roberson habló sobre su lucha con el alcohol y sobre su arresto por conducir bajo los efectos del mismo.

### 2013-2015:R&B Divas, obras de teatro y maternidad
En 2013, LaTavia protagonizó las obras de teatro How to Love y Not My Family. Ese mismo año, dio a luz a su primera hija. En 2014, Roberson se unió al elenco principal de la tercera temporada de R&B Divas: Atlanta. Sin embargo, se negó a cantar en el mismo, ya que no se sentía preparada para volver a hacerlo. La temporada 3 de R&B Divas contó con once episodios protagonizados por LaTavia. Para promocionar la serie, apareció en The Wendy Williams Show en mayo de 2014. En 2015, Roberson anunció que se iba a involucrar en la industria de la belleza con Luxury Hair Direct, que se especializa en extensiones de cabello. También se involucró con la organización benéfica "Saving Our Daughters".

### 2016-2022: Series web, películas, regreso a la música y deportes
En 2016, Roberson comenzó una serie de vídeos en YouTube titulada "The Online Diary of LaTavia Roberson". En una entrevista con la revista People, confirmó sus planes de publicar una autobiografía titulada "I Am LaTavia", que describió como unas memorias dedicadas a sus fans. Roberson luego se vio envuelta en una disputa con la revista después de alegar que citaron incorrectamente y tergiversaron su entrevista.
En 2017, Roberson hizo su debut cinematográfico como actriz en la película de terror But Deliver Us from Evil, protagonizada por Eric Roberts. También apareció en otras dos películas, Dirty South House Arrest y The Hills. El 23 de junio, lanzó su primera canción en solitario, un sencillo EDM titulado "Best Time of Your Life". En noviembre de 2018, fundó la organización "Roberson Sports Management", cuya finalidad era la de representar a boxeadores emergentes. Roberson también lanzó una revista de boxeo titulada Slugfest. El primer número, protagonizado por Roy Jones Jr., se publicó en marzo de 2019. La revista dejó de publicarse en 2020.

### 2023-presente: Fundación Le Papillon, línea de moda y cosmética
En 2023, Roberson formó la Fundación Le Papillon, una organización sin fines de lucro para niñas, y su línea de maquillaje Queens Collection. Presentó la colección Otoño/Invierno 2024 de su línea de moda, LMR Collection, en la Semana de la Moda de Nueva York, en febrero de 2024.

## Demanda por el sencillo "Survivor"
En marzo de 2000, Roberson y Luckett presentaron una demanda contra Mathew Knowles y Destiny's Child, lo que precipitó una batalla mediática en la que las que ambos lados se intercambiaron comentarios despectivos en entrevistas en revistas y periódicos. Roberson y Luckett llegaron a un acuerdo que les exigía abandonar la parte de la demanda dirigida a sus antiguos miembros del grupo (aunque mantuvieron la demanda contra Mathew Knowles) y exigía a ambas partes que dejaran de menospreciarse mutuamente en público. Posteriormente, Roberson y Luckett presentaron una demanda adicional contra Destiny's Child, alegando que el sencillo "Survivor", del álbum homónimo del grupo de 2001, violaba su acuerdo anterior. Como prueba, Roberson y Luckett citaron una parte de la letra que decía "Thought I wouldn't sell without you, sold nine million" (en español: Pensé que no vendería sin ti, vendí nueve millones), lo cual creían que hacía referencia a la salida de ellas del grupo. En julio de 2002, Destiny's Child llegó a un nuevo acuerdo extrajudicial con Roberson y Luckett.

## Vida personal
En 2010, Roberson reveló que había luchado contra un problema de alcoholismo después de dejar Destiny's Child, lo que en una ocasión resultó en su arresto por conducir en estado de ebriedad. Buscó tratamiento que la llevó a recuperarse, y está utilizando su experiencia para ayudar a otras personas con el mismo problema.
El 21 de agosto de 2013, Roberson dio a luz a una hija con el productor musical Don Vito. En 2016, sufrió la pérdida tardía del embarazo de una niña. El 23 de septiembre de 2019, Roberson anunció a través de Instagram que había dado a luz a un niño, su segundo hijo con Vito.
Roberson es miembro honoraria de la asociación Sigma Gamma Rho.

## Discografía
Álbumes de estudio con Destiny's Child
- Destiny's Child (1998)
- The Writing's on the Wall (1999)

Álbumes colaborativos
- Heavenly (2003) (álbum inédito con Anjel)

Sencillos
- 2009 – "Swagga Check" (Young Sween feat. LaTavia Roberson)
- 2017 – "Best Time of Your Life"[32]
- 2017 – "Baby Love Crazy" (Darryl Allen feat. LaTavia Roberson)
- 2018 – Nia feat. Bryant McCarty, Latavia Roberson & Dajione – "Lord's Prayer" (canción gospel)

## Filmografía
| Año  | Título                         | Papel      | Notas |
| ---- | ------------------------------ | ---------- | ----- |
| 1999 | Beverly Hood                   | Chica #4   |       |
| 2017 | But Deliver Us from Evil       | Stacey     |       |
| 2017 | Dirty South House Arrest       | Tamika     |       |
| 2017 | The Hills                      | María      |       |
| 2023 | Renaissance: A Film by Beyoncé | Ella misma | Cameo |

| Año  | Título                     | Papel      | Notas               |
| ---- | -------------------------- | ---------- | ------------------- |
| 1998 | Smart Guy                  | Ella misma | 1 episodio          |
| 1999 | Pacific Blue               | Ella misma | 1 episodio          |
| 2007 | Boulevard of Broken Dreams | Ella misma | 1 episodio          |
| 2010 | Real Housewives of Atlanta | Ella misma | 1 episodio          |
| 2014 | R&B Divas: Atlanta         | Ella misma | Personaje principal |
| 2014 | The Wendy Williams Show    | Ella misma | Invitada            |
| 2015 | L.A. Hair                  | Ella misma | 1 episodio          |
| 2017 | Real Housewives of Atlanta | Ella misma | Invitada            |
| 2017 | Great Day Houston          | Ella misma | Invitada            |

## Obras de teatro
- Those Jeans (2008)
- How to Love (2013)
- Not My Family (2013)

## Libro
- I Am LaTavia: My Story, My Destiny

## Premios Grammy
- 2001, Mejor canción de R&B ("Say My Name")
- 2001, Mejor interpretación de R&B de un dúo o grupo vocal ("Say My Name")